# Pseudopeltis perminuta
Pseudopeltis perminuta är en svampart som tillhör divisionen sporsäcksvampar, och som beskrevs av Lennart Holm och Kerstin Holm. Pseudopeltis perminuta ingår i släktet Pseudopeltis, ordningen disksvampar, klassen Leotiomycetes, divisionen sporsäcksvampar och riket svampar. Arten är reproducerande i Sverige.